# 珀蒂克鲁瓦
珀蒂克鲁瓦（法語：Petit-Croix，法語發音：[pəti kʁwa]，意为“小十字架”）是法国勃艮第-弗朗什-孔泰大区贝尔福地区的一个市镇，位于该省东部，属于贝尔福区。

## 地理
珀蒂克鲁瓦（47°36'49"N, 6°58'22"E）面积3.79 平方千米，位于法国勃艮第-弗朗什-孔泰大區贝尔福地区省，该省份为法国东北部内陆省份，东临上莱茵省，北起孚日省，西接上索恩省，南与杜省和瑞士接壤。
与珀蒂克鲁瓦接壤的市镇（或旧市镇、城区）包括：贝松库尔、谢夫勒蒙、屈讷利耶尔、富斯马涅、弗赖、蒙特勒堡、诺维拉尔。
珀蒂克鲁瓦的时区为UTC+01:00、UTC+02:00（夏令时）。

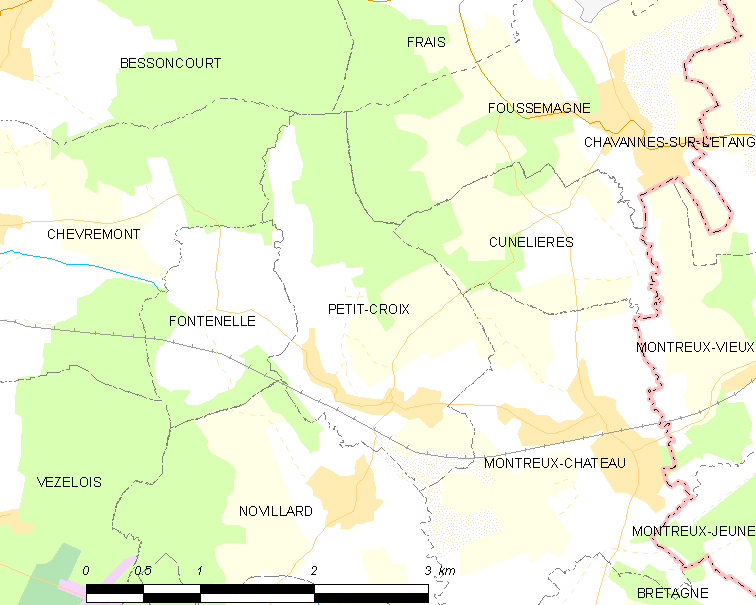
珀蒂克鲁瓦的OSM定位图

## 行政
珀蒂克鲁瓦的邮政编码为90130，INSEE市镇编码为90077。

## 政治
珀蒂克鲁瓦所属的省级选区为格朗维拉尔县。

## 人口

1962-2008年间珀蒂克鲁瓦人口变化图示

珀蒂克鲁瓦于2022年1月1日时的人口数量为305人。